# Château de Bramber
Le château de Bramber est un château normand à motte et bailey, anciennement le chef-lieu de la grande baronnie féodale de Bramber longtemps détenue par la Famille de Briouze. Il est situé dans le village de Bramber, Sussex de l'Ouest, près de la ville de Steyning, surplombant la rivière Adur.

## Histoire

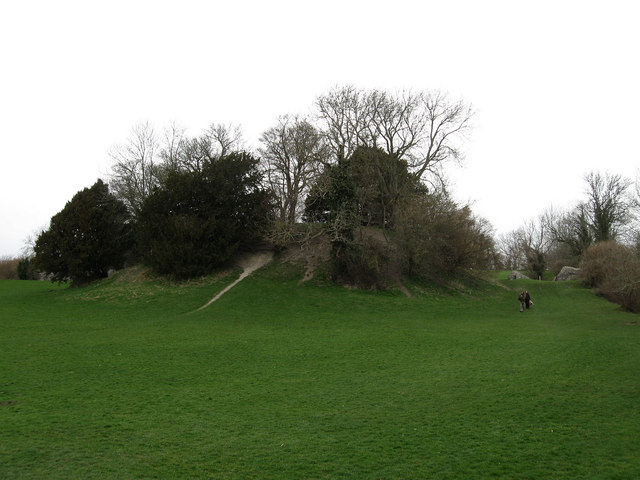
Motte du château de Bramber, maintenant très réduite en hauteur

Des sondages indiquent que les Normands ont été les premiers à construire une fortification dans la région, vers 1070. Elle sert de centre administratif du nouveau rape de Bramber et contrôle l'estuaire de la rivière Adur. Le château appartient à Guillaume de Braose, 1er seigneur de Bramber, dont la famille est originaire de Falaise.
À l'exception d'une courte période où il est confisqué par le roi Jean (1199-1216), le château reste dans la Famille de Briouze, jusqu'à ce que la lignée masculine s'éteigne en 1326, et il passe aux Mowbrays. Bramber est l'une des parties les plus pauvres du Sussex, et bien qu'elle soit restée un centre administratif, les Mowbray n'y vivent pas; dans les années 1550, il est enregistré comme «le château tardif», utilisé pour le pâturage.
Pendant la première guerre civile anglaise, Bramber est occupé par une garnison parlementaire, sous James Temple et Simon Lentner. En décembre 1643, une escarmouche a lieu à proximité, lorsqu'une force royaliste tente en vain de sécuriser le pont sur la rivière Adur. Cependant, il n'est pas clair si le château lui-même est occupé, mais son église associée est utilisée comme position de tir.

## Description
Peu de choses subsistent de la structure d'origine, car une grande partie de la pierre a ensuite été utilisée pour construire le pont et d'autres bâtiments du village. Le château est fouillé en 1966-1967, avec une autre enquête mineure en 1987; ceux-ci indiquent que la majeure partie a été construite entre 1073 et 1130. L'ajout d'un fossé extérieur vers 1209 provoque l'effondrement d'une grande partie de la courtine d'origine au début du XVIe siècle.
La caractéristique restante la plus importante est la tour de la guérite, qui se dresse encore sur presque toute sa hauteur; une fenêtre et les trous des solives de plancher sont clairement visibles. Au-delà se trouvent les fondations de ce que l'on pense avoir été les quartiers d'habitation et un poste de garde. La guérite d'origine semble s'être convertie en une seule tour à un moment donné au XIIe siècle; 3 mètres supplémentaires sont ajoutés à sa hauteur, tandis que les entrées sont bloquées. Cela coïncide avec une menace accrue sous le règne de Jean.
Les piliers habillés d'une entrée peuvent être identifiés, mais la majeure partie des murs restants se compose désormais uniquement du remplissage de base en pierre brute. Située au nord de la guérite se trouve la motte originale du château, son monticule de terre s'élevant à une hauteur d' environ 10 mètres. A une courte distance se trouve une section du mur-rideau qui subsiste jusqu'à une hauteur de 3 m par endroits.
Il y a aussi une petite église située à côté de l'entrée ; construite à l'origine pour les habitants du château, elle est toujours utilisée aujourd'hui.
Pendant la Seconde Guerre mondiale, deux casemates ont été construites sur le site du château, qui ont depuis été supprimées.